# Ensligheten
Ensligheten är en småort i Snårestads distrikt i Ystads kommun i Skåne län.

## Befolkningsutveckling
| Befolkningsutvecklingen i Ensligheten 2005–2015                 | Befolkningsutvecklingen i Ensligheten 2005–2015 | Befolkningsutvecklingen i Ensligheten 2005–2015 | Befolkningsutvecklingen i Ensligheten 2005–2015 | Befolkningsutvecklingen i Ensligheten 2005–2015 |
| --------------------------------------------------------------- | ----------------------------------------------- | ----------------------------------------------- | ----------------------------------------------- | ----------------------------------------------- |
|                                                                 |                                                 |                                                 |                                                 |                                                 |
| År                                                              |                                                 |                                                 | Folkmängd                                       | Areal (ha)                                      |
| 2005                                                            | 2005                                            |                                                 | 52                                              | 13#                                             |
| 2015                                                            | 2015                                            |                                                 | 70                                              | 37#                                             |
| Anm.: Upphörde som småort 2010, åter småort 2015. # Som småort. |                                                 |                                                 |                                                 |                                                 |